# 湯川れい子
湯川 れい子（ゆかわ れいこ、1936年〈昭和11年〉1月22日 - ）は、日本の音楽評論家、作詞家、女優。 本名・湯野川和子（ゆのかわ かずこ）が田村駿禮（たむら たかのり）と結婚して田村和子に成る。のちに離婚するが本名は田村和子のままにしている。吾妻麗子名義で女優として活動したこともある。山形県米沢市育ち。

## 人物
東京府東京市目黒区芳窪町（現：東京都目黒区東が丘）に出生。父は海軍大佐・湯野川忠一。忠一の従妹（父・湯野川忠世の妹の娘・礼子）は山本五十六の妻。海軍大将・黒井悌次郎は大叔父（父方の祖母の弟）。米沢藩家老・千坂高房は母方の祖先。その他、父方の曾祖父の湯野川忠国は漢学者。父方の祖父の湯野川忠世は全国農事会本部幹事でラ・フランスを日本に紹介した人物。母方の祖父は仙台の高等裁判官であった。陸軍中尉たる長兄・忠成は戦死。次兄・守正は海軍大尉（海軍兵学校71期生）。第七二一海軍航空隊桜花隊の分隊長で戦後は航空自衛隊空将補を経て日立製作所顧問。ロックバンド「ジン」のVo.ひぃたんは姪に当たる。作曲家・神山純一は甥（姉の息子）。
東京府青山師範学校附属国民学校（現：東京学芸大学附属世田谷小学校）在学中（1944年4月12日）に父が肺炎のため死去。疎開先・山形県米沢市にて1944年6月から1947年3月まで過ごして東京に戻り、鷗友学園を卒業する。高校時代から現代俳優協会の研究生となり、1953年には日本青年館で舞台『未亡人』に出演し、女優としてデビュー。また山本薩夫監督『太陽のない街』に「夫人部員」の端役として出演した他、今井正監督『ここに泉あり』に女教師役で出演。日活配給のB級映画『天下の若君漫遊記』にも端役で出演した。芸能プロダクション「土曜会」に所属し、有島一郎の髷物コメディ『ありちゃんのおかっぱ侍』というテレビ番組に「芸者・駒子」役で短期間レギュラー出演した他、芸人として米軍基地を慰問していたこともある。芸能活動のかたわら、当時恋人だった大学生の影響で有楽町のジャズ喫茶「コンボ」に通い、ジャズに親しむ。
1959年秋、湯川れい子名義（当時の肩書きは「CMタレント」）による『スイングジャーナル』誌への投稿が大きな反響を呼んだことがきっかけで同誌編集部員の岩浪洋三から声がかかり、インタビュアーならびにジャズ評論家として1960年に同誌にて執筆開始。その後ラジオのDJやワイドショーのコメンテーターなどでメディアに自ら出演。作詞、翻訳、ノンフィクション作家など活躍の場を広げる。日本作詩家協会会長、日本音楽著作権協会 (JASRAC) 理事、日本大衆音楽文化協会理事も務める。日本ペンクラブ会員。
1965年、エミー・ジャクソンの歌った「涙の太陽」をR.H.Rivers名義で英語で作詞し、当時日本コロムビアの洋楽レーベルであったCBSから発売された。R.H.Riversとは「れい子・湯川」を直訳した「レイコ・ホット・リバース」の略である。同時期に青山ミチのヴァージョンのために日本語詞も書き、その日本語詞がのちに安西マリアに歌われることになる。安西マリア、サンディー、田中美奈子、メロン記念日、川本真琴などがカバーした。
1966年6月29日（水）にビートルズが訪日した際に湯川は「『ビートルズが欲しがっている』という警備腕章をビートルズに届ける」という名目でビートルズが泊まっている東京ヒルトンホテル客室10階に7月2日（土）夜に行きビートルズに面会するがジョン・レノンは無視。ビートルズ解散後に湯川はジョンにインタビューした際に「あの時なぜ私を無視したんですか?」と質問するとジョンは「あの頃、僕らのホテルにまで入って来られるのは権力者かコネのある売名目的のつまらない連中ばかりで、俺らはそういう連中にウンザリしていて君もそういう人間なんじゃないかと疑ってしまったんだ」と回答。
エルヴィス・プレスリーの熱烈なファンでありライナーノーツを数多く書いている。ラジオのDJ歴は数十年である。
邦楽で好きなアーティストは桑田佳祐、長渕剛など。長渕の『Captain of the Ship』『家族』『ふざけんじゃねぇ』のライナーノーツも書いている。
最初の夫は湯川が小学校6年生の時から湯川の実家に下宿していた男性で一橋大学卒の会社員。1950年代、女優時代に入籍し、1966年に離婚。二番目の夫の田村駿禮（＝たかのり、のち熾鴻と改名。当時は電化製品販売会社経営で、のち宝石商となる）とは1972年のエルビス・プレスリーのハワイコンサートが縁で知り合い、エルビスを結婚証明書の証人として1973年8月10日に結婚したが、1993年に田村の愛人問題と隠し子が発覚し、1998年に離婚した。
鳩山幸・細川佳代子・下村満子と共にコーラスグループ「スワンシスターズ」を結成し音楽活動を行っている。また、亀渕友香をコーチとしたゴスペルグループ「東京女声合唱団」を結成。常に40名ほどのメンバーとボランティアに近い演奏活動をしている。
原発問題・放射能問題についての団体「オペレーション・コドモタチ」の賛同者でもある。
「14世ダライ･ラマ法王と中国政府首脳との直接対話を求める声明文」に賛同者として名を連ねている。

## 病気
- 21歳の時に腹膜炎を発症した際、C型肝炎ウイルスを持つ血液を輸血されてC型肝炎に感染し、完治まで60年間ほどかかっている。

## 作詞

### あ行
- あおい輝彦
  - 哀しみのレッド・ローズ
  - Baby don't you cry
- 青山ミチ
  - 涙の太陽（日本語ヴァージョン）
  - マンハッタン・ブルース
- 秋元順子
  - Stay～行かないで
- 秋山絵美
  - 太陽のアラベスク
  - 悲しき片想い
  - 初めてのサマー
- 浅香唯
  - 瞳にSTORM
  - 虹のDreamer
  - 落葉のシルエット
- 麻倉未稀
  - SU・TE・KI
  - OCEAN BREEZE
  - MY CITY -ふるさと-
  - 今も、今日からも
- 安達祐実
  - REX 恐竜物語
- 網浜直子
  - 衝撃のデビュー
- 安西マリア
  - 涙の太陽
- 杏里
  - 可愛いポーリン
  - マウイ ムーン
- アン・ルイス
  - あゝ無情
  - 六本木心中
  - ピンクダイヤモンド
  - YA!YA!
  - LONDON 無宿
  - DIRTY FINGERS
  - SAMISHISA'S On My Mind
  - Sweet Temptation
  - GLASS HEART
  - TOKYO BAY BLUES
  - FOUR SEASONS
  - 華
  - WHOREてしまった
  - 夢の果てまでも
  - LONELY SOLDIERS
- イエロー・マジック・オーケストラ
  - ポケットが虹でいっぱい（日本語訳）
- 五十嵐はるみ
  - Always Shine 〜tanpopo〜
  - 慶州旅情
- 生沢佑一
  - サマータイム
  - RIDIN' HIGH
- 池田聡
  - j・e・a・l・o・u・s・y
  - なにも云わないで～NO APOLOGY～
- 池田政典
  - Because I Love You
- 諫山実生
  - 月のワルツ（NHK『みんなのうた』2004年10月 - 11月採用曲）
  - サハラの誘惑
- 石井明美
  - C'est La Rose
  - Blue Hotel
- 石橋みどり
  - サヨナラはNEVER AGAIN
  - ムーンライト・ラプソディ
  - 恋の果てまで ～I'm Just Loving You～
  - 恋はラビリンス
- 伊集加代子
  - Farewell My Dude
  - モスクワの休日
  - My Eclips
- 五木まり
  - 限りない愛に生きて
- 伊藤かずえ
  - あ・な・た・にアムール
  - 愛に来て
- 稲垣潤一
  - 雨のリグレット
  - 日暮山
  - 246:3AM
  - 蒼い追憶
  - ハート悲しく（日本語詞）
  - 風のアフロディーテ
  - ロング・バージョン
  - Everyday's Valentine ～思い焦がれて～
  - 一人のままで～There's No Shoulder～
  - The Rule of Love -Baby, take a chance on me-
  - 雨の朝と風の夜に
  - ジョバンニの恋人
  - ミレナリオ A-GO-GO
  - バンジョー・レイン
  - ある恋の物語 (Historia De Un Amor)（日本語詞）
  - 追憶のバラード
- 稲森明美
  - 逢いたくて…涙
  - サイレント ラブ
- 井上大輔
  - ああ、君はすべてが新しい
  - チェリーピンクとかわいいオリーブ
  - Little Tiger
  - REACH OUT
  - FROM A TO HEAVEN
- EVE
  - Just For You
- 内海みゆき
  - ラ・ランバーダ（日本語詞）
- 梅沢富美男
  - あなた
  - あなたは何処にもいない
- エミー・ジャクソン
  - 涙の太陽 (Crying in a Storm)（作詞家デビュー作）（R.H.Rivers名義）
  - とどかぬ想い (Suddenly I'm Alone)（R.H.Rivers名義）
- 大月みやこ
  - 愛いつまでも ～Forever Love～
  - Shall We Dance,あなたと
- 大友裕子
  - フォービートで愛して
  - ワン・ウェイ・ストリート
- 大西結花
  - シャドウ・ハンター
  - チャンスは一度だけ～TAKE A CHANCE～
  - 哀しみのシャングリラ
  - ミモザの奇蹟
  - 24時の都会（まち）
  - ルパンのように
  - 逢える時まで ～I'll See You Again～
  - くちびるジャンピング・ジャック
  - ヴェルヴェット・ロマンス
  - 瞳輝いて
- 大橋恵子
  - 真夜中・東京
  - 幸せのおもかげ
  - 女の世界
- 大橋のぞみ
  - パンダのゆめ（補作詞）
- 欧陽菲菲
  - 雨のNEW YORK
- 荻野目洋子
  - 涙しか見えない
  - 真夜中のストレンジャー
  - 夏のステージ・ライト
- 尾崎紀世彦
  - ドゥー・ユー・ノウ
  - 地球に抱かれて

### か行
- 風間三姉妹
  - Remember
- 風見律子
  - 幻の馬
  - ある微笑
  - 女友達 -レイラの場合-
- 葛城ユキ
  - 風の彼方に
  - 柳のように Like A Willow Tree
  - 哀愁夜
- 亀渕友香 & VOJA
  - きずな
- 加山雄三
  - 永遠の絆
  - Love Songは今も
  - That's All Right, Elvis
  - ピカケの恋人
  - The lady in my heart
- 川上大輔
  - 天使の悪戯～消えていかないで～
  - 夏の日のシルエット
- 川中美幸
  - 月の砂漠
  - 夕焼けの詩
- 河合奈保子
  - 危険なサマー・タイム
- 菊池桃子
  - ガール・フレンド
  - ドリームボートが出る夜に
  - 窓
  - ハロー・ミスター・マンディー（菊池桃子と共作）
- キム・ヨンジャ
  - 情熱のバラ
  - 命の薔薇
  - 花のワルツ
- 木村恵子
  - コルトレーンで愛して
  - シャレード’88
- Cassys
  - Crying time
- ザ・キューピッツ
  - バザズ天国
- 杏子
  - 恋するBAILA BAILA
- クララ (EVE)／内藤やす子
  - 愛の鳥
- 栗林誠一郎
  - 「トレンドは白。」のテーマ (白いMY LOVE)
  - The Grapes Of Wrath（原曲はBLIZARDの「OVER HEAT」、作詞は星野今日子）
- クミコ
  - うまれてきてくれて ありがとう
  - イルカの子守唄
- クリス・ハート
  - Hold on to Heart
- グレン・メデイロス
  - 変わらぬ想い（日本語詞）
- 小泉今日子
  - 風のマジカル（映画『ドラえもん のび太の魔界大冒険』主題歌）
  - Candy Kiss
  - 白いブーツのシンデレラ
  - アゼリアの旅
  - 100マイル
  - 3001年のフッターシップ
- 幸治(KoJi)
  - 忘れないで
  - 聴かせて
- Coconut Boys
  - ゴールド・コーストのクリスマス
  - 浮気なシュガー・ベイブ
- ゴスペラッツ
  - まさか赤坂Show Time
  - Valentine Kiss ～永遠の誓い～
- 小林明子
  - 恋におちて -Fall in love-
  - 心みだれて〜Say it with flowers〜
  - くちびるスウィング
  - BE TOGETHER
  - 冬の園
  - 夏の終わりに
  - スーパースターの場合は
  - アリスは迷子
  - 雨の日曜日
  - Put Another Memory On The Fire（日本語詞）
  - Let's Fall In Love Forever（日本語詞）
  - My Precious Friend
  - クリスマスの贈り物
- 小林幸子
  - ポーカーフェイスにさよなら
- 小柳ルミ子
  - LEATHERY
  - TENNYO
- 近藤真彦
  - Just For You

### さ行
- サーカス
  - グッバイ・ミスター・マンディ
  - 青い恋人たち
- 西郷輝彦
  - 星の涙
  - 九月のバラ
- 西城秀樹
  - Do You Know
- 斉藤さおり
  - 時の終りまで
  - 蒼いブリザード
  - チェイン・スモーク
- 堺正章
  - よ・せ・よ
  - イージー・ガール
- 坂上香織
  - BABY I MISS YOU（訳詞）
- 榊原郁恵
  - 涙のマイ・ラブ
  - ハロー！ミスター・ギター
  - 彼氏は海賊
  - 内気なプロポーズ
- 坂本冬美
  - 愛に乾杯
- 相楽ハル子
  - ヴァージン・ハート
  - 踊らせてトゥナイト
  - 木曜日にはKISSを
  - ブレード・ランナー（日本語詞）
  - Funky Monky Town
- Something ELse
  - 誓い～God bless our love
- 沢田亜矢子
  - さよなら
- 沢田研二
  - AMAPOLA（訳詞）
  - ボンヴォワヤージュ
- シーナ&ロケッツ
  - SUGAR FINGER
  - 壊れちゃう
- シブがき隊
  - いけません、離さない!
  - 渚のロンリー・ボーイ（本木雅弘ソロ）
  - ダイナマイト気分（薬丸裕英ソロ）
  - 恋人・ミドルティーン
  - 哀しみのシルヴァーレイン
  - TOKYOパイレイツ（布川敏和ソロ）
  - Memories For You
  - 夜明けのモンスーン
- 島田奈美
  - LONDON CITY NIGHT
- ジミー・オズモンド
  - 君はプリティー
- 志村香
  - 砂のキャッスル
- ジャッキー・チェン
  - さすらいのカンフー THEME FROM THE YOUNG MASTER
- ジューシィ・フルーツ
  - Come on Swing
  - SUMMER SEDUCTION
- The JADE
  - 誰も寝てはならぬ（日本語訳）
- SHOW-YA
  - しどけなくエモーション
- 進也 with SASUGA'S
  - 夜の銀狐〜Noche Delamor〜（外国語詞）
- 菅原やすのり
  - 日本よいとこ お祭り音頭
- 杉本哲太
  - 青くてごめん。
- 鈴木聖美
  - Time Goes By 時の流れを信じたい
  - 逢ったとたんに
- 鈴木雅之
  - ジョアンナ
- 鈴木雄大
  - 愛の伝承
- スリー・グレイセス
  - Blue Sky
- セリーヌ・ディオン
  - ビー・ザ・マン（日本語詞）

### た行
- ザ・タイガース
  - 銀河旅行
- 武内千佳
  - NO,NO,NO
- 竹越かずゆき
  - 今日から未来へ (Today,Tomorrow&Forever)
- 立花理佐
  - 大人はわかってくれない
  - トゥルー・ブルー（日本語詞）
- DASH'
  - ストロベリー・キッス
- 田中美奈子
  - 涙の太陽
- 田中裕子
  - 恋うらら
- 環ルナ
  - ブーガルー・ダウン銀座
- 茅野佐智恵
  - あこがれ
- 千葉マリア
  - 嘆きのファド
- TUBE
  - Good-bye, Morning Star
  - Right On!
  - Tears
  - Endless sunset
- チェリッシュ
  - まぎれなく恋
  - 幸せのプレリュード
- つちやかおり
  - 恋と涙の17才（日本語詞）
  - 哀愁のオリエント急行
  - つのる想い（訳詞）
  - 夏の予感
  - ハートに火をつけて
- 堤大二郎
  - 君とDO IT!
- デイビー・ジョーンズ
  - 魔法でダンス
  - 恋するデイビー It's Now
- DEEN
  - 雨の六本木
  - 永遠のジャンヌダルク
- ディズニー映画楽曲（日本語訳）
  - 美女と野獣（ポプラ）（美女と野獣）
  - 朝の風景（伊東恵里、松本宰二）（美女と野獣）
  - ベルのひとりごと（伊東恵里）（美女と野獣）
  - 強いぞ、ガストン（松本宰二、中丸新将）（美女と野獣）
  - ガストンの悪だくみ（松本宰二、中丸新将）（美女と野獣）
  - ひとりぼっちの晩餐会（若江準威知、ポプラ）（美女と野獣）
  - 夜襲の歌（松本宰二）(美女と野獣)
  - 愛の芽生え（伊東恵里、山寺宏一、若江準威知、熊倉一雄、ポプラ）（美女と野獣）
  - ホール・ニュー・ワールド（新しい世界）（石井一孝、麻生かほ里）（アラジン）
  - フレンド・ライク・ミー（山寺宏一）（アラジン）
  - アラビアン・ナイト（三浦慎也）（アラジン）
  - ひと足お先に（石井一孝、屋良有作）（アラジン）
  - アリ王子のお通り（山寺宏一）（アラジン）
  - アバヨ、王子様（宝田明）（アラジン）
  - カラー・オブ・ザ・ウインド（英語版）（土居裕子）（ポカホンタス）
  - 川の向こうで（土居裕子）（ポカホンタス）
  - ヴァージニア・カンパニー（ポカホンタス）
  - 絶えまないリズムのように（インディアン・テーマ）（ポカホンタス）
  - 心の耳で聞いてごらん（ポカホンタス）
  - マイン、マイン、マイン（ポカホンタス）
  - サベジス（ポカホンタス）
  - You'll Be in My Heart（坂本昌行）（ターザン）
  - トゥ・ワールズ（坂本昌行）（ターザン）
  - サン・オブ・マン（坂本昌行）（ターザン）
  - ストレンジャーズ・ライク・ミー（坂本昌行）（ターザン）
- 寺田恵子
  - 黒い揚羽蝶 ～NO, NO, NO
- 天童よしみ
  - 人生風ぐるま
- 鳥羽一郎
  - 負けてたまるか
- ザ・ドラフターズ
  - 夏のハッシャバイ（81アサヒ本生のCMソング）
  - Summer Time Hush-A-By（英語ヴァージョン）

### な行
- 内藤やす子/クララ (EVE)
  - ヒーローに逢いたくて
- 長江健次
  - SHYナ・ガール
  - ニャンニャン気分でロックン・ロール
- 中島美嘉
  - 火の鳥（NHKのアニメ『火の鳥』のテーマソング）
- 中西圭三
  - 恋はハート・オブ・ファイアー（アルバム『Yell』収録）
  - 哀しみのストーム（シングル『Ticket To Paradise』のカップリング曲）
  - 夜に火をつけて
  - Violet in your lonely heart
- 中森明菜
  - SOLITUDE
  - LA BOHÈME（DESIRE -情熱-のB面）
  - BLUE OCEAN（アルバム『D404ME』収録）
  - Poison Lips（アルバム『Stock』収録）
  - エキゾティカ（アルバムCRIMSON収録）
- 中山美穂
  - Tropic Mystery
  - Ocean In The Rain
  - サインはハングルーズ
- 長山洋子
  - KOIKO
- NADJA
  - STAY WITH ME
  - GYPSY EYES
  - IS IT REALLY TRUE?
  - LONG DISTANCE
  - THE SHADOW OF MEMORIES
- なつこ
  - 失楽園
  - 夢貯金
- 南部なおと＆紫吹淳
  - この愛よ、いつまでも
- 西田敏行
  - たったひとつの歌だけど
  - 泣くときは僕の胸で
- 西田ひかる
  - 人生変えちゃう夏かもね
  - 純愛物語
  - 光の天使
  - 笑顔の種~Seeds of Smile
- 西村知美
  - 初めまして 愛

### は行
- HAMAN’S QUEEN
  - Overnight Success（日本語訳）
  - Reach For The Top（日本語訳）
- 橋本実加子
  - TOUCH MY HEART（日本語詞）
- 葉月ルミ
  - あなたに逢いたい～Miss Na Kita
- 服部克久
  - Friends・Love・Believing～ぬくもりをありがとう（ヴォーカル：EPO、大友康平、大橋純子、サーカス、財津和夫、さだまさし、佐藤竹善、THE ALFEE、竹内まりや、谷村新司、中村耕一、松崎しげる、マリーン、南こうせつ、森山良子、山下達郎、ル・クプル、渡辺真知子）
- 浜圭介
  - 憧れて
- 早川めぐみ
  - Ridin' High
- 早見優
  - GET UP（日本語・英語ヴァージョン両方共）
  - YES IT IS
  - MR.FORTUNE
- 原田知世
  - 麝香猫のサンバ
  - さよならの美術館（ミュージアム）
  - 一幕のComedy
  - セレブレーション
- bump.y
  - CRY
- ヒーロー・キャーリー
  - 恋のティーン・エイジ・ブギ
- 氷川きよし
  - きらめきのサンバ
  - 紫のタンゴ
  - ボヘミアン・ラプソディ（訳詞）
- 日原麻貴
  - 今夜はLAMBADA（日本語訳）
  - ラ・ランバーダ（日本語訳）
- 美勇伝
  - 恋のヌケガラ
- 平尾昌晃
  - やすらぎの時代（とき）へ
- 藤井フミヤ
  - バール・ベラ・マ ～水のない海～
  - This Magic Moment
- 藤真利子
  - ウィスパー・トゥ・ミー
- ポニーズ
  - 雨降る街角
  - アガナの乙女
- ポリス
  - ドゥドゥドゥ・デ・ダダダ（日本語詞）
- 本田美奈子
  - HEART BREAK（日本語詞）
  - I LOVE TOKYO

### ま行
- マーシー&いずみ（田代まさし・大神いずみ）
  - 熱帯夜/真夏のエクスタシー
- 真咲よう子
  - 紫の花
  - 夢で逢いましょう
- 松浦亜弥
  - きずな
- 松尾清憲
  - サニーシャイニーモーニング（テレビアニメ『めぞん一刻』オープニングテーマ）
- 松本伊代
  - センチメンタル・ジャーニー
  - ラブ・ミー・テンダー
  - マイ・ブラザー
  - テル・ミー・プリーズ
  - タイム・カプセル
  - スクランブル交差点
  - 愛の旅人
  - 虹色のファンタジー
  - 恋はBAN BAN
  - パンドラの夢
  - フリオの夏
  - 嘆きのナイチンゲール
  - 笑ってハート・ブレイク
  - ブルー・ドルフィン
  - 黄昏のポエム
  - イエスタデイ・ワンス・モア
- 松本典子
  - 虹色スキャンダル
- 水谷圭
  - 家なき子
- 水谷豊
  - エンジェルSTREET
  - どんな時も
- ミッキー
  - ニャンニャン気分でロックン・ロール
- ミック・ブロズナン
  - CO-COLO上天気
- 南野陽子
  - 風のマドリガル
  - ヒロインの伝説
- 宮本典子
  - レイジー・アフタヌーン
- ミルク
  - リトル・キッス
- meg
  - Christmas Rose
  - 再愛 ～Love you again～
  - Jacarandaの花のように
- メロン記念日
  - 涙の太陽
- 望月吾郎
  - 富士は日本のお母さん
  - 昭和よ、ありがとう
- 森公美子
  - WHAT A WONDERFUL WORLD（日本語詞）
- 森下恵理
  - サマータイムグラフィティ

### や行以降
- 薬師丸ひろ子
  - カーメルの画廊にて
- 八代亜紀
  - ミスター サムシング ブルー
  - Sentimental Boat to Heaven
- ヤドランカ
  - 風の環の歌（武藤順九を参照）
- 山下久美子
  - TOKYO FANTASIA
  - 最後の初恋
- やや
  - ランバダ（日本語詞）
- 裕木奈江
  - 夏のエクリプス
  - エンゼルフィッシュの独りごと
  - ネヴァー・エンディング・ラヴをあなたに…（風が吹いても/BLOWING WINDS）
- 由紀さおり
  - アデュー
  - ラジオをつけて
- 雪村いづみ
  - 終焉〜ジ・エンド〜
- 吉田照美
  - ロバマンのうた
  - あこがれ
  - 明日へのバラード
- ラッツ&スター（シャネルズ）
  - ランナウェイ
  - トゥナイト
  - 街角トワイライト
  - ハリケーン
  - 涙のスウィート・チェリー
  - マドンナはお前だけ
  - 夢見るスウィート・ホーム
  - ビッグ・シティ・キャット
  - アゲイン
  - シャングリラ
  - 渚のウエディング・ベル
  - 雨の日のローラ
  - 熱帯夜／真夏のエクスタシー
  - RUNAWAY（英語ヴァージョン）
- LE VELVETS
  - ROMANTiCA～愛の祈り～
  - 第九～歓喜の歌～
- ロザンナ
  - 幸せのスイッチボード
- ロス・インディオス
  - ウナ ノーチェ ～恋が燃えた夜～
- 和田アキ子
  - 恋はこりごり
- 和田加奈子
  - 夏のミラージュ（日本テレビ系アニメ『きまぐれオレンジ☆ロード』エンディング・テーマ曲）
  - ジェニーナ（日本テレビ系アニメ『きまぐれオレンジ☆ロード』挿入歌）
  - サルビアの花のように（日本テレビ系アニメ『きまぐれオレンジ☆ロード』挿入歌）

## 社会活動

### 反核運動
日本文化人の中でも盛んに社会活動を行う人物の一人。政治的問題に踏み込むことも珍しくない。女優時代、18歳の時に受けたインタビューで既に「どうか原水爆禁止運動を推し進めてください」と語っている。1980年代中期には芥川也寸志が会長を務める「反核・日本の音楽家たち」という会に所属。環境問題や反戦平和運動などボランティア活動も積極的に行っている。このため、社会民主党から東京都知事選挙への出馬を要請されたことがあるが、辞退をしている。
1996年には内閣府の原子力政策円卓会議の構成員として原発に反対意見を述べる。1999年、東海村JCO臨界事故の発生時には原子力長期計画策定会議に在籍し、やはり原発に反対している。「原発ゼロをめざす7.2緊急行動」（2011年7月2日東京。福島第一原発事故関連。他に市原悦子・根岸季衣などが参加）にも呼びかけ人として加わった。

### 環境保護運動
1989年、「ウーマン1000」を結成し、黒柳徹子、加藤登紀子らと環境保護運動に取り組んでいる。

### 九条の会
「九条の会」傘下の「マスコミ九条の会」呼びかけ人、「世田谷・九条の会」呼びかけ人を務めている。

### 意見広告7人の会
北朝鮮による日本人拉致問題解決を求める意見広告をニューヨーク・タイムズに掲載する運動を行った「意見広告7人の会」呼びかけ人に名を連ねる（残りの6人は有田芳生、勝谷誠彦、加藤哲郎、重村智計、高世仁、日垣隆）。

### 中央教育審議会
文部科学省中央教育審議会委員（第3期）を務めた。

### USEN放送番組審議会
株式会社USENの放送番組審議会委員を務め現在は委員長を務めている。

## 著書

### 単著
- 『ディスクジョッキー修業』（ブロンズ社、1970年）
- 『幸福へのパラダイム』（海竜社、1989年、第10回日本文芸大賞ノンフィクション賞）
- 『幸福への共時性』（海竜社、1993年）
- 『オーロラ・光ふる夜』（PHP研究所、1997年）
- 『幸福への旅立ち』（海竜社、1999年）
- 『湯川れい子の今夜もひとりかい』（共同通信社、1999年）
- 『熱狂の仕掛け人』（小学館、2003年）
- 『湯川れい子のロック50年』（シンコーミュージック・エンタテイメント、2006年）
- 『湯川れい子のスピリチュアル生活 七曜日の恵み』（海竜社、2009年）
- 『エルヴィス・プレスリー アルバム随想』（アニカ、2012年）
- 『幸福へのパラダイム』（海竜社、2018年）
- 『音楽は愛』（中央公論新社、2018年）
- 『女ですもの泣きはしない』（KADOKAWA、2018年）
- 『時代のカナリア』（集英社、2022年）

### 共著
- 『ジャズをたのしむ本』（久保書店、1961年、寺山修司と共著）
- 『音楽力』（海竜社、2004年、日野原重明と共著）
- 『I LOVE POPS』（小学館、2011年、かまち潤と共著）

### 翻訳
- 『結婚であなたが幸せになる13の法則』（PHP研究所、1999年）
- 『虹の橋』（宙出版、2006年、絵本）

## 出演

### テレビ番組
- 三宅裕司のいかすバンド天国 (TBS) 審査員
- THE ワイド（日本テレビ）ゲストコメンテイター

### ラジオ番組
- ヤマハ・ナチュラルサウンズ（TBSラジオ）
- ミュージックインピアザ（TBSラジオ）
- American Top 40（ラジオ日本）[2]
- U.S.Aトップ100（ラジオ日本）[2]
- Music Ramble（FMヨコハマ）

### 映画
- ロバマン（2019年10月公開）- 本人役

### ウェブ番組
- ポリタスTV（YouTube、2023年9月21日）